# Покровка (Салаватський район)
Покро́вка (рос. Покровка, башк. Покровка) — присілок у складі Салаватського району Башкортостану, Росія. Входить до складу Малоязівської сільської ради.
Населення — 66 осіб (2010; 77 в 2002).
Національний склад:
- росіяни — 99 %